# Райцин, Эфраим Хананеевич
Эфраим Хананеевич Райцин (укр. Єфраї́м Ханані́йович Ра́йцин)  (1903—1969) — украинский переводчик и украинско-российский писатель еврейского происхождения. Родом из Житомирщины.

## Биография
Среди литературного наследия Райцина сборник очерков «Биробиджан» (1933), пьесы «Трое» (1942), «На безымянной высоте» (1943), «Кому улыбается судьба» (1946), «Подруги» (1948), «Почему разлучаются двое» (1964).
Кроме того, много переводов с идиша (Льва Квитко, Переца Маркиша, Ицхок-Лейбуша Переца, Менделе Мойхер-Сфорима, Шолом-Алейхема и др.) и с русского языка на украинский.